# Plethocrossus domesticus
Plethocrossus domesticus är en mångfotingart som beskrevs av Carl Graf Attems 1914. Plethocrossus domesticus ingår i släktet Plethocrossus och familjen Odontopygidae. Inga underarter finns listade i Catalogue of Life.